# Buhnî, Pohrebîșce
Buhnî (în ucraineană Бухни) este un sat în comuna Morozivka din raionul Pohrebîșce, regiunea Vinnița, Ucraina.

## Demografie
Componența lingvistică a localității Buhnî
     Ucraineană (99,24%)
     Alte limbi (0,76%)
Conform recensământului din 2001, majoritatea populației localității Buhnî era vorbitoare de ucraineană (99,24%), existând în minoritate și vorbitori de alte limbi.